# Détroit de Cook
Pour les articles homonymes, voir Cook.
Le détroit de Cook  est un détroit de la mer de Tasman qui sépare l'Île du Nord et l'Île du Sud en Nouvelle-Zélande.

## Géographie
Le détroit, orienté nord-ouest / sud-est, a une largeur minimale de 22 km et une profondeur moyenne de 135 m. Inclus dans la mer de Tasman, il relie celle-ci à l'océan Pacifique. 
Il est délimité :
- au nord-ouest, par une ligne reliant la localité d'Oaonui, dans le Sud-Ouest de l'île du Nord, au cap Farewell, sur l'île du Sud ;
- au sud, par une ligne reliant le cap Palliser au phare du cap Campbell[1].

## Histoire
Le détroit est nommé en l'honneur du navigateur britannique James Cook. À la pointe sud de l'île du Nord se trouve la capitale du pays Wellington. Une liaison en ferry relie les deux îles.

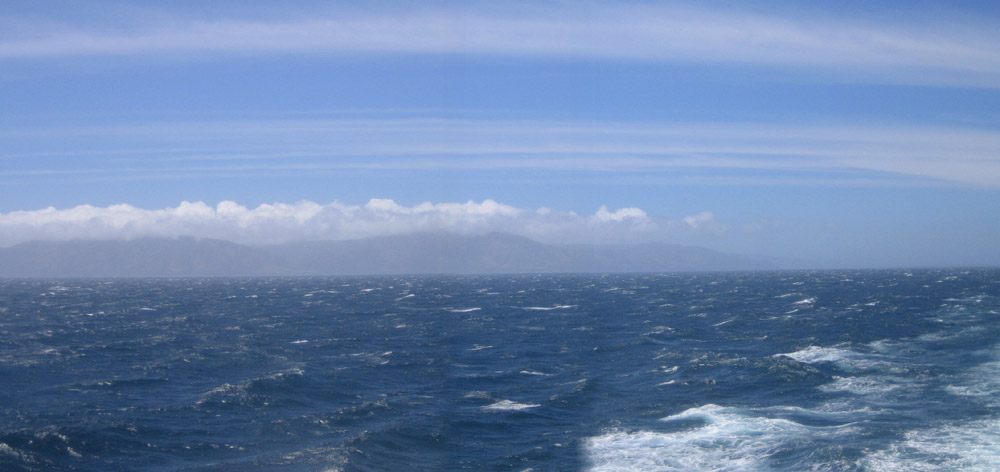
Le détroit de Cook.

## Océanographie
Le détroit de Cook est soumis à de forts courants en raison du phénomène de marée : lorsque celle-ci est haute dans la mer de Tasman, elle est basse dans l'océan Pacifique, et vice-versa.

## Transport
La traversée du détroit prend trois heures en ferry. 1,1 million de personnes et 350 000 véhicules le traversent chaque année. Il existe des propositions de tunnel ou de pont, mais celui-ci ferait au moins 27 km de long, et 65 km pour relier des axes de communication existants. Un pont devrait être suffisamment haut pour laisser passer les bateaux, et résistant aux séismes et à la météo du détroit. Un tunnel devrait être profond, le détroit faisant 128 m de profondeur, et coûterait des dizaines de milliards de dollars.